# Echinarmadillidium cycladicum
Echinarmadillidium cycladicum är en kräftdjursart som beskrevs av Helmut Schmalfuss och Sfenthourakis 1995. Echinarmadillidium cycladicum ingår i släktet Echinarmadillidium och familjen klotgråsuggor. Inga underarter finns listade i Catalogue of Life.